# Harborough Town F.C.

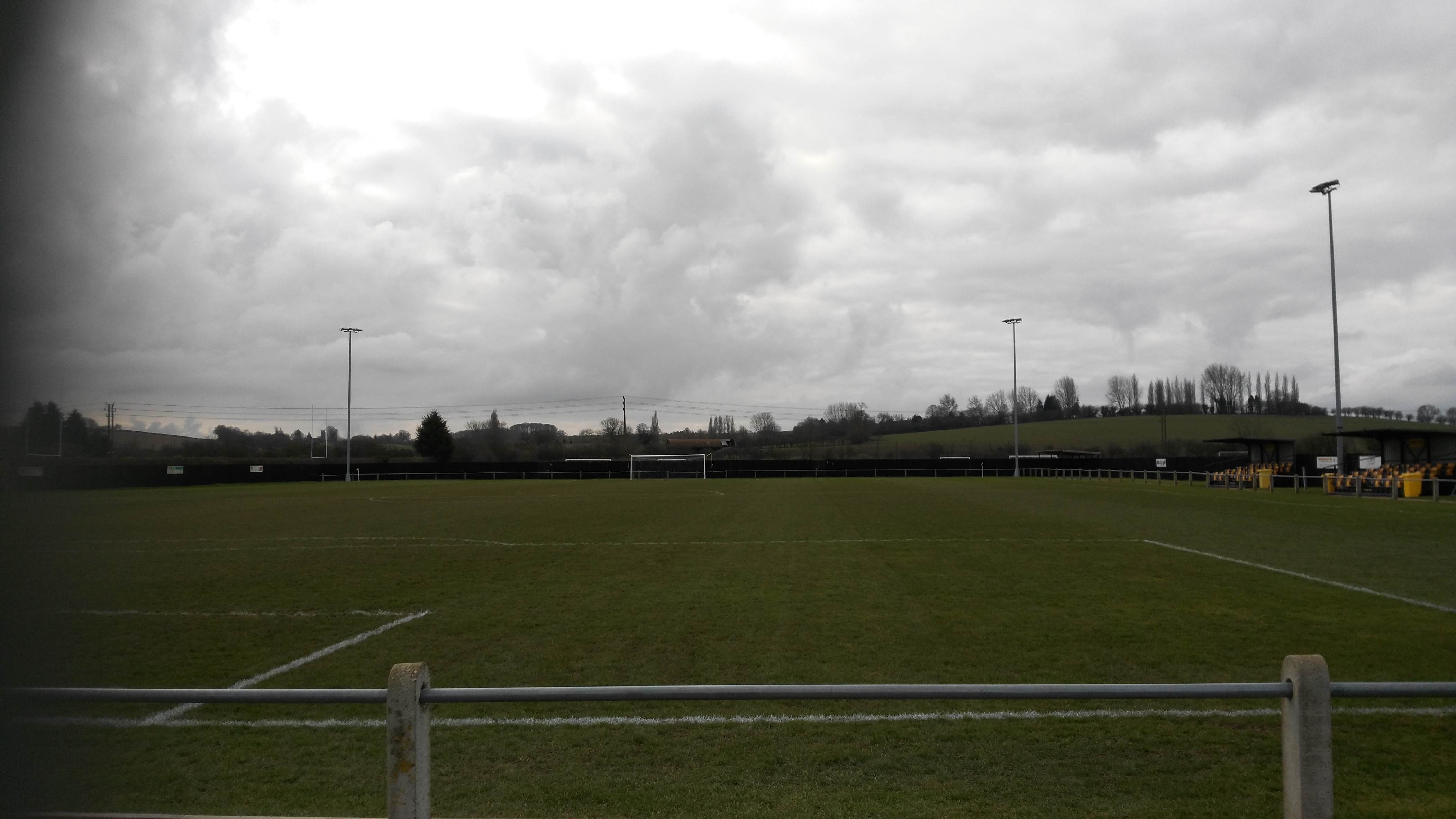
Bowden Park

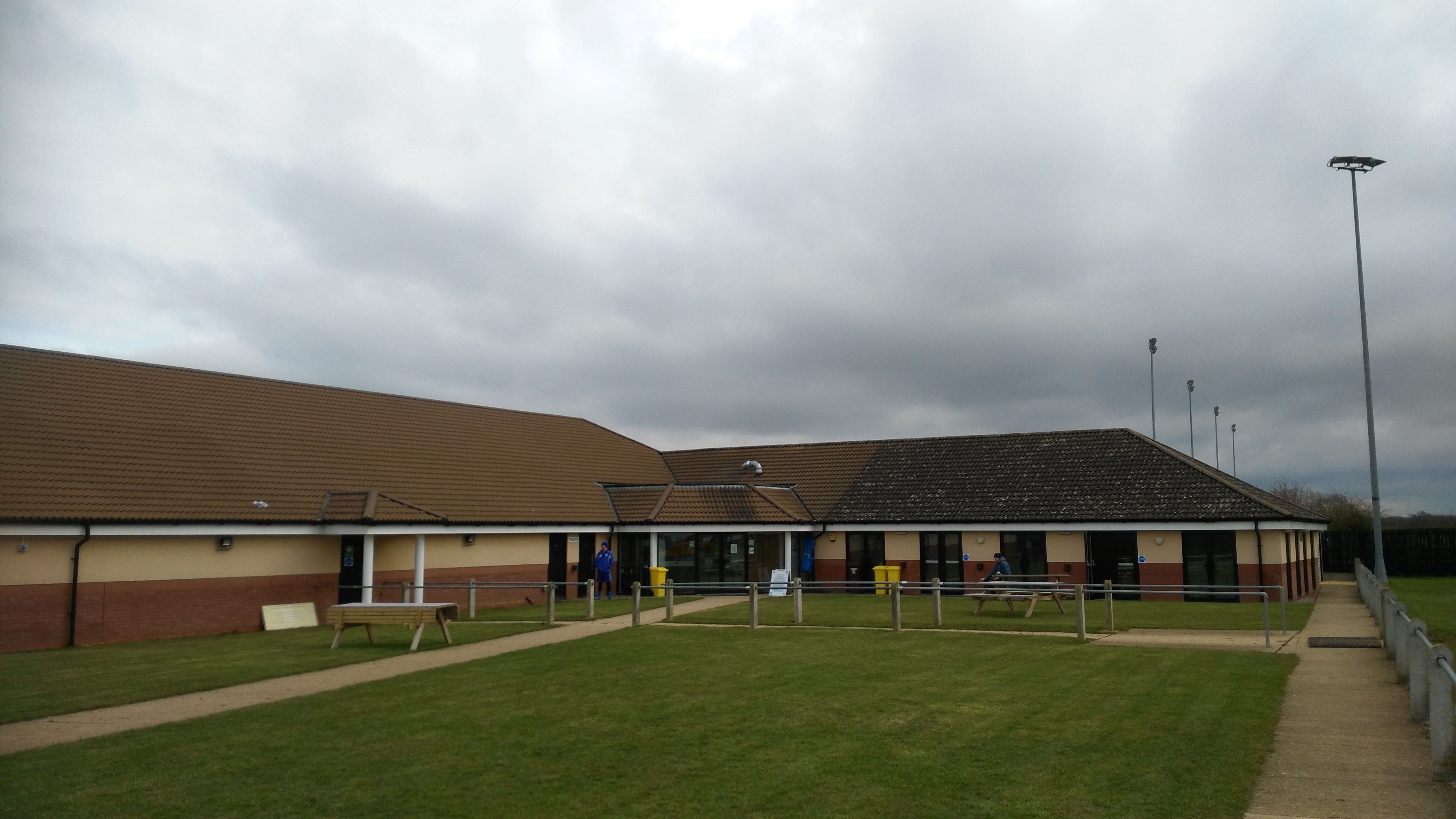
Clubhouse end

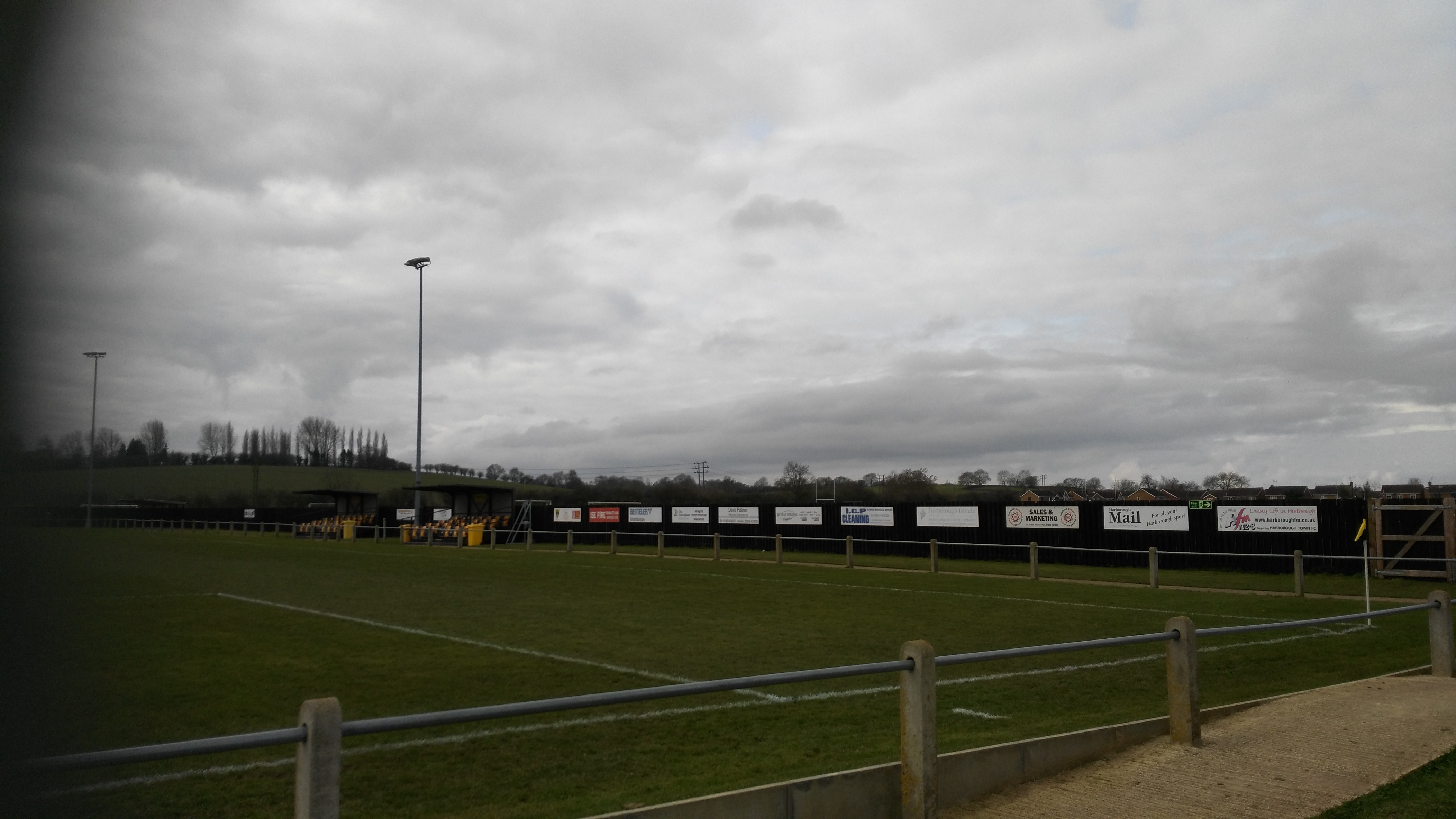
Lateral de la grada principal

Harborough Town Football Club és un club de futbol amb seu a Market Harborough, Leicestershire, Anglaterra. Actualment són membres de la Southern League  i juguen a l'estadi Bowden Park.

## Història
El club es va establir el 1975 com un equip juvenil sota el nom de Harborough Town Juniors, amb el club modern format per una fusió amb l'equip d'adults Spencer United el 2008. L'equip Spencer United es va unir a la Division Five de la Leicester & District Mutual League el 1976. Varen ser campions de la Division Five l'any 1977–78 i varen ascendir a la Division Two. Un tercer lloc la temporada següent els va permetre ascendir a la Division One. Tot i que el club va tornar a descendir a la Division Two tres temporades més tard, va ser subcampió l'any 1987–88 i va ascendir a la Premier Division. El 1996 es varen incorporar a la Division One de la Northamptonshire Combination.
L'equip Spencer United va ser campió de Northamptonshire Combination Division One el 1997–98, guanyant l'ascens a la Premier Division. El 2002 el club es canvia el nom a Harborough Spencer United. A l'any 2004–05, varen ser relegats una altra vegada a la Division One després d'haver acabat la temporada en llocs de descens a la Premier Division i, posteriorment, varen ser rebatejats com a Harborough Town Spencers el 2006. Durant la temporada 2007-08, el club es va fusionar a Harborough Town, adoptant el nom d'aquest club. Varen acabar la temporada com a subcampions de la Division One i ascendint a la Premier Division.
A la temporada 2009–10, Harborough va ser campió de la Premier Division, ascendint a la Division One de la United Counties League. Tot i que varen acabar abaix de la classificació en la seva primera temporada a la lliga, el club va ser subcampió de la Division One a 2011-12 i va ascendir a la Premier Division. El 2021-22 varen ser campions de la Premier Division South, ascendint a la Division One Midlands de la Northern Premier League. A la temporada 2023-24,  el club va acabar a la tercera plaça de la Division One Midlands, classificant-se per als play-offs d'ascens. Després de vèncer a l'Hinckley Leicester Road als penals a les semifinals, varen derrotar a l'Anstey Nomads per 2-0 a la final per aconseguir l'ascens a la Premier Division Central de la Southern League .
El 2024–25, el Harborough es va classificar per primera vegada per a la primera ronda de la FA Cup . Després de derrotar els Tonbridge Angels per 4–1 a la primera ronda, varen caure derrotats per 5–3 pel Reading després de la pròrroga a la segona ronda.
Al 9 de febrer de 2025, es fa oficial la col·laboració de l'equip amb el mitjà de comunicació "La Media Inglesa", un canal de la plataforma YouTube en el que es publica contingut relacionat amb el món del futbol anglès.

## Estadi
L'estadi on juga l'equip és el Bowden Park. L'any 2024 es va concedir al club permís per urbanitzar i per ampliar l'estadi, incloent una nova grada de 154 places.

## Palmarès
- United Counties League
  - Campions de la Primera Divisió South 2021–22
- Combinació de Northamptonshire
  - Campions de la Premier Division 2009-10
- Lliga Mutua de Leicester i Districte
  - Campions de la Five Division 1977–78

## Registres
- Millor actuació de la FA Cup : segona ronda, 2024–25
- Millor actuació del FA Trophy : segona ronda, 2023–24[4]
- Millor actuació de FA Vase : quarta ronda, 2021–22[4]
- Rècord d'assistència: 1.600 vs Bury, quarta ronda de classificació de la FA Cup, 12 d'octubre de 2024[10][11]